# Ankothrips notabilis
Ankothrips notabilis är en insektsart som beskrevs av Bailey 1940. Ankothrips notabilis ingår i släktet Ankothrips och familjen Melanthripidae. Inga underarter finns listade i Catalogue of Life.